# Areál Pode Zděmi Liteň
Areál Liteň je označení pro objekty zrušeného Odborného učiliště v Litni v okrese Beroun. Areál je situován na severním okraji městyse Liteň v ulici Pode Zděmi.

## Historie a popis budov a pozemků areálu

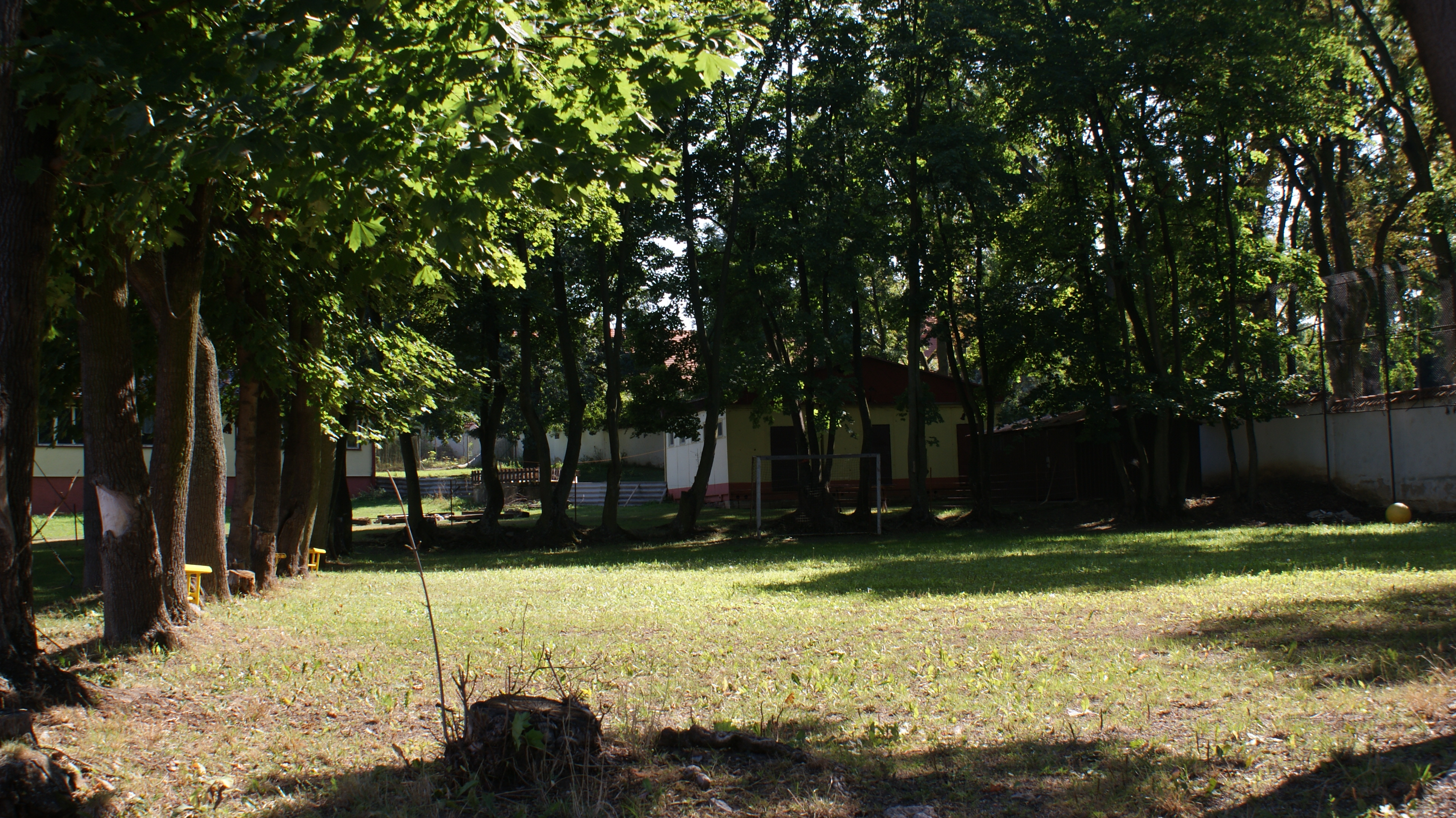
Areál Liteň nabízí zeleň a plochy pro sport, rekreaci a celodenní programy.

Do roku 2012 působilo v Litni Odborné učiliště v Litni s internátem, jehož zřizovatelem byl Středočeský kraj. Navázalo na vzdělávací činnost své předchůdkyně, kterou byla Učňovská škola zemědělská v Litni, obor kovář – podkovář, která se vznikla v 50. letech. škola byla dislokována v zámku Liteň. V současném areálu měla na počátku svého působení k dispozici pouze provizorní budovu čp. 367 v jeho středu. Tato budova je proto nazývána Stará škola. Od 50. let byl areál učiliště sousedící se zámkem a propojený se zámeckou zahradou postupně rozšiřován. V 70. letech byly postaveny nové budvy učiliště. Pro výuku sloužila na východním křídle areálu dvoupatrová budova školy s učebnami, kabinety a s jídelnou a dvoupatrová budova internátu čp. 402 s kapacitou 40 lůžek. Na severním křídle areál uzavírají dvě budovy dílen praktické výuky vybavené pro práci s kovem a se dřevem. Bývalá budova truhlářské dílny s půdorysem L spojuje severní křídlo s křídlem východním. Na budovu školy navazuje objekt kotelny.
Výstavbou těchto budov vznikl uzavřený areál s vnitřními komunikacemi, parkovacími plochami a zatravněnou plochou o celkové výměře téměř 10.000 m². Příjezd vozidel z ulice Pode zděmi je zajištěn hlavní branou na severu mezi kovářskou dílnou a zdí zámeckého parku. Propojení areálu učiliště a zámku v době, kdy na zámku sídlilo střední odborné učiliště, dokládá v areálu dlažba a obrubníky chodníčku vedoucího k zazděné jižní brance pod budovou Čechovny a dvě zazděné brány na severním a jižním konci zdi oddělující areál a zámeckou zahradu. Pro pěší slouží branka v jihovýchodní části areálu. Podle usnesení zastupitelstva Středočeského kraje č. 51-13/2010/ZK z 1.12.2010 bylo sloučeno Odborné učiliště Liteň se Střední odbornou školou a Středním odborným učilištěm Beroun – Hlinky jako jediné nástupnické organizace k 1.9.2011.

## Využití areálu po zrušení odborného učiliště

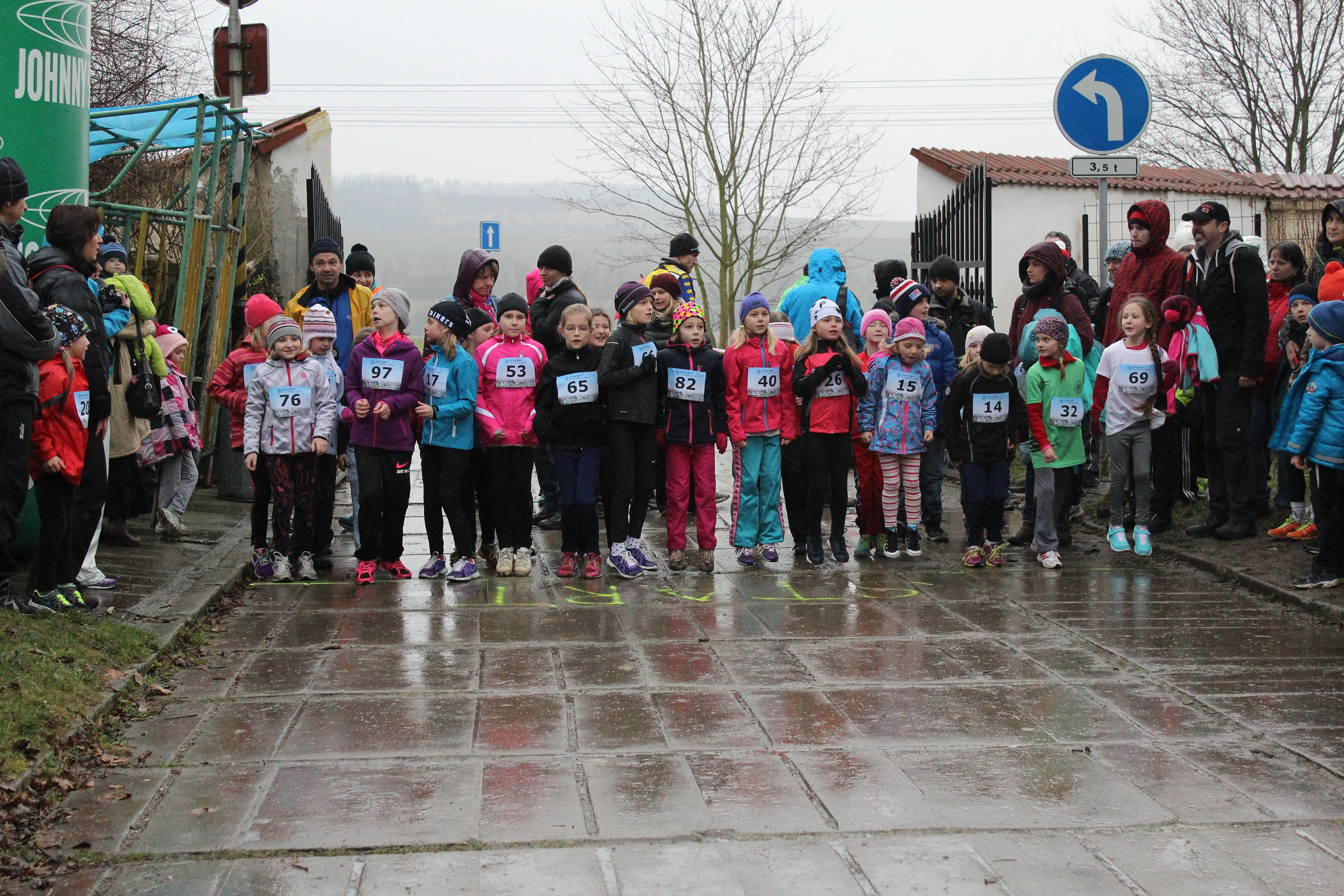
Zimní běh Litní 2015. Na startu dívky 8-9 let na 620 m

Po zrušení středního odborného učiliště byl areál převeden Středočeským krajem na Městys Liteň. Liteň a její spádová oblast tak získala zázemí pro obecně prospěšné služby, kulturní, sportovní a vzdělávací programy místního i nadregionálního významu.Areál spolu se zámeckým parkem a zahradou mateřské školy vytváří na severu Litně rozsáhlou klidovou a rekreační zónu.
V areálu jsou ordinace lékařů pro dospělé a pro děti. V bývalé školní jídelně nabízí jídelna veřejnosti stravování jídelna s celotýdenním provozem.
Provozovatel areálu Atelier Svatopluk, o.p.s. má v budově školy k dispozici učebny a kanceláře. Budova školy poskytuje i zázemí pro pořádání kulturních, sportovních a vzdělávacích akcí v areálu i obci. Při vícedenních programech v areálu jsou zde umístěny šatny účinkujících a účastníků, skladovací prostory, kanceláře pro organizátory a rozhodčí a občerstvení.
Budova školy a TESKO objekt původní kovářské školy umožňuje i pořádání výstav jako například při Kovářích v Litni.
Zatravněná plocha areálu slouží též pro děti ze sousední mateřské školy a děti návštěvníků celodenních programů. Dětem a jejich rodičům a učitelkám je k dispozici dětský koutek a původní sportoviště Středního odborného učiliště. K dispozici je malé fotbalové hřiště, hrazdy, lana pro šplh.
Provozovatelé bývalé dílny praktického výcviku zajišťují dostupnost řemeslných služeb pro obyvatele Litně a okolí. Původní kovářská a zámečnická dílna je využívána jako externí pracoviště pro praktickou výuku oboru kovář Střední školy umělecké a řemeslné v Praze 5 – Zlíchově,takže původní náplň areálu je zčásti v nových podmínkách zachována.
V letním období slouží původní internát Středního odborného učiliště jako turistická ubytovna a cyklopenzion. Nabízí turistům kapacitu 40 lůžek. Parkovací plochy, prostory pro bezpečné uložení kol a možnost posezení a grilování u ohniště v uzavřeném areálu jsou odpovídajícím zázemím pro akce uzavřených skupin, pobyty škol v přírodě, outdoorové, cyklistické a turistické akce a školení.
Od roku 2012 se v areálu konají sportovní, kulturní a společenské akce Zimní běh Litní, Kováři v Litni a Liteňfest.
Vzhledem ke své historii, poloze a novému zaměření se stal Areál Liteň i jedním ze zastavení nové Naučné stezky Liteň, jejíž panely byly instalovány v průběhu roku 2013.

## Galerie Areálu Pode Zděmi

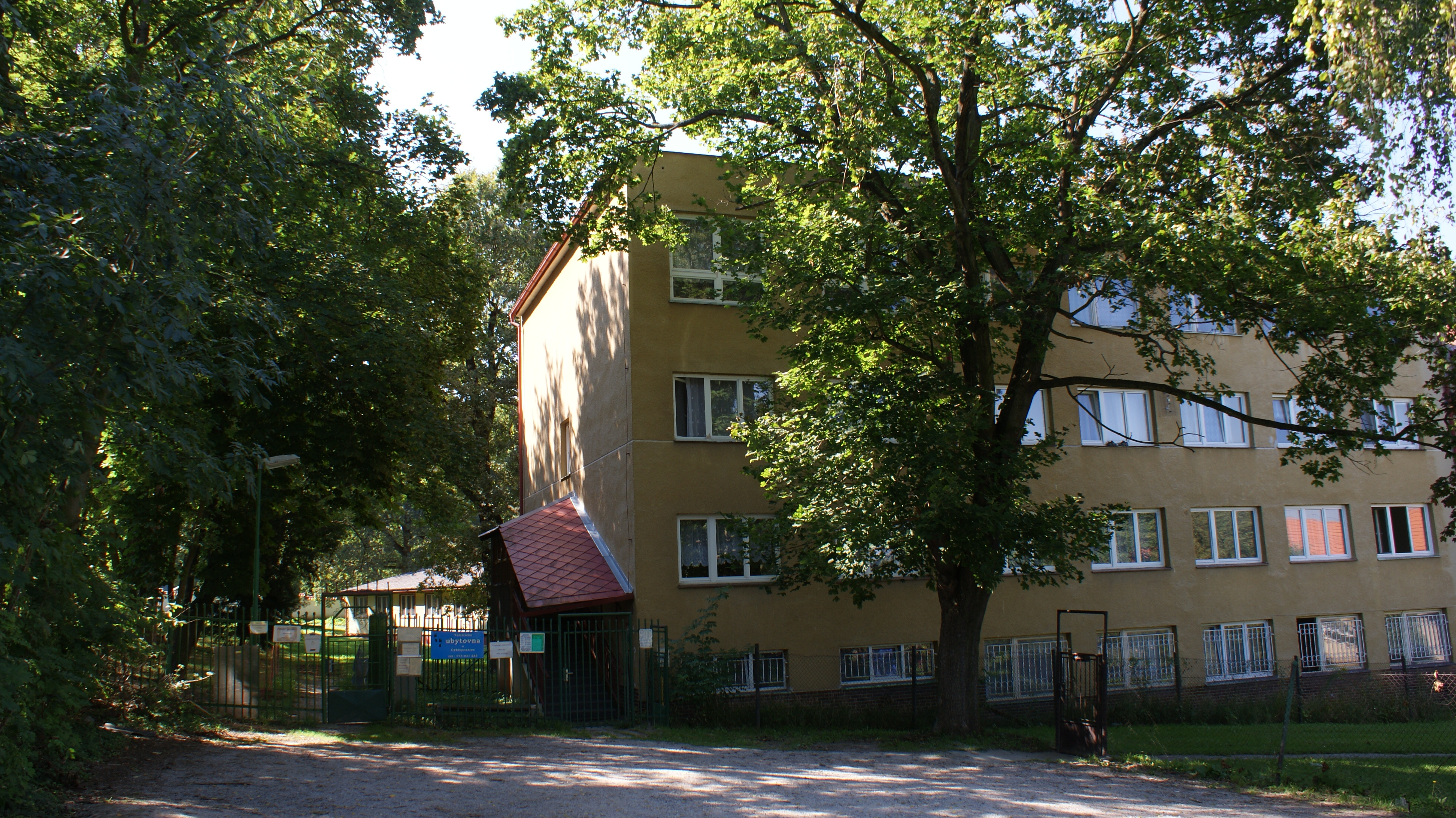
Budova školy z ulice Dvůr
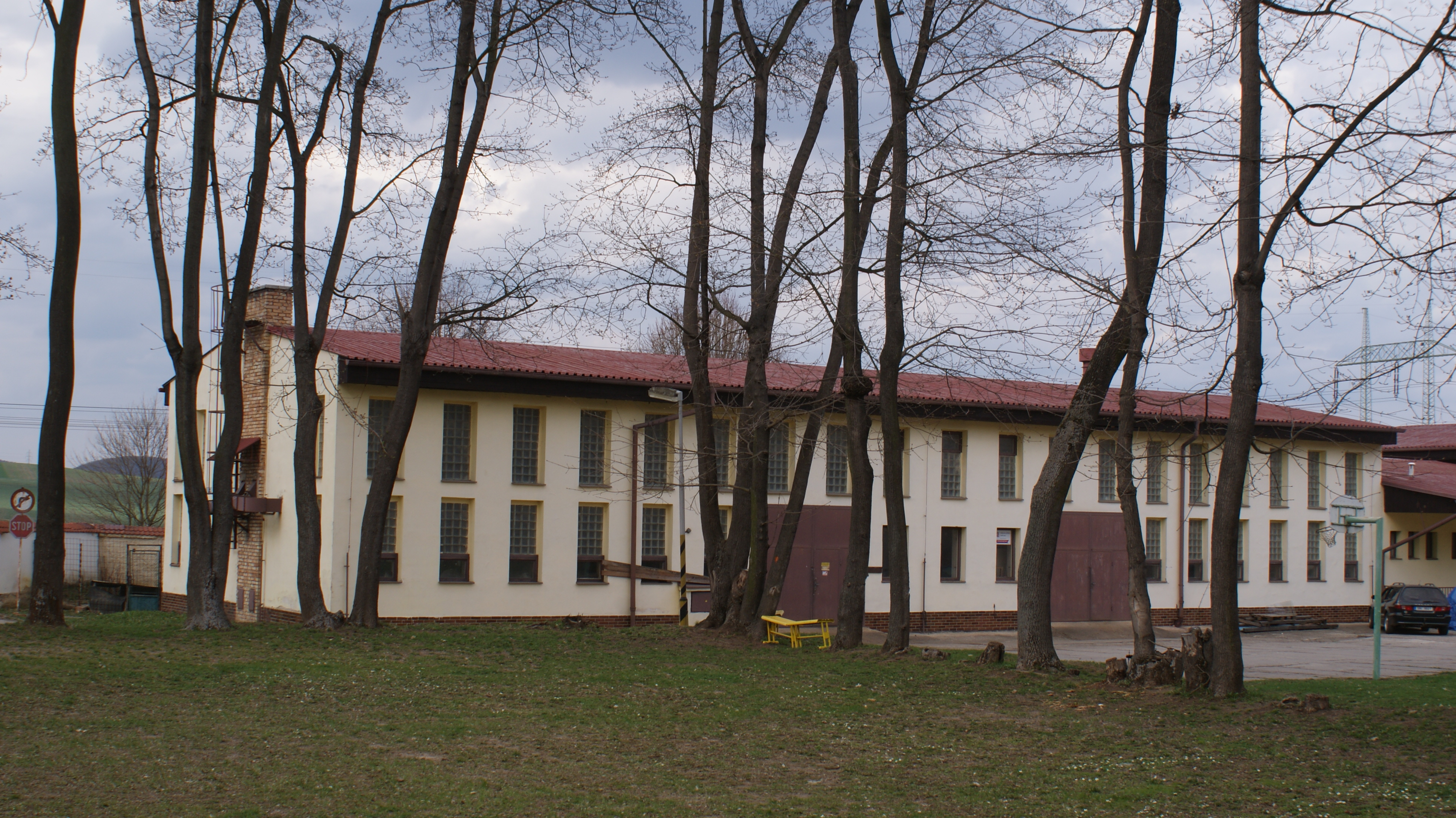
Kovářská a zámečnická dílna
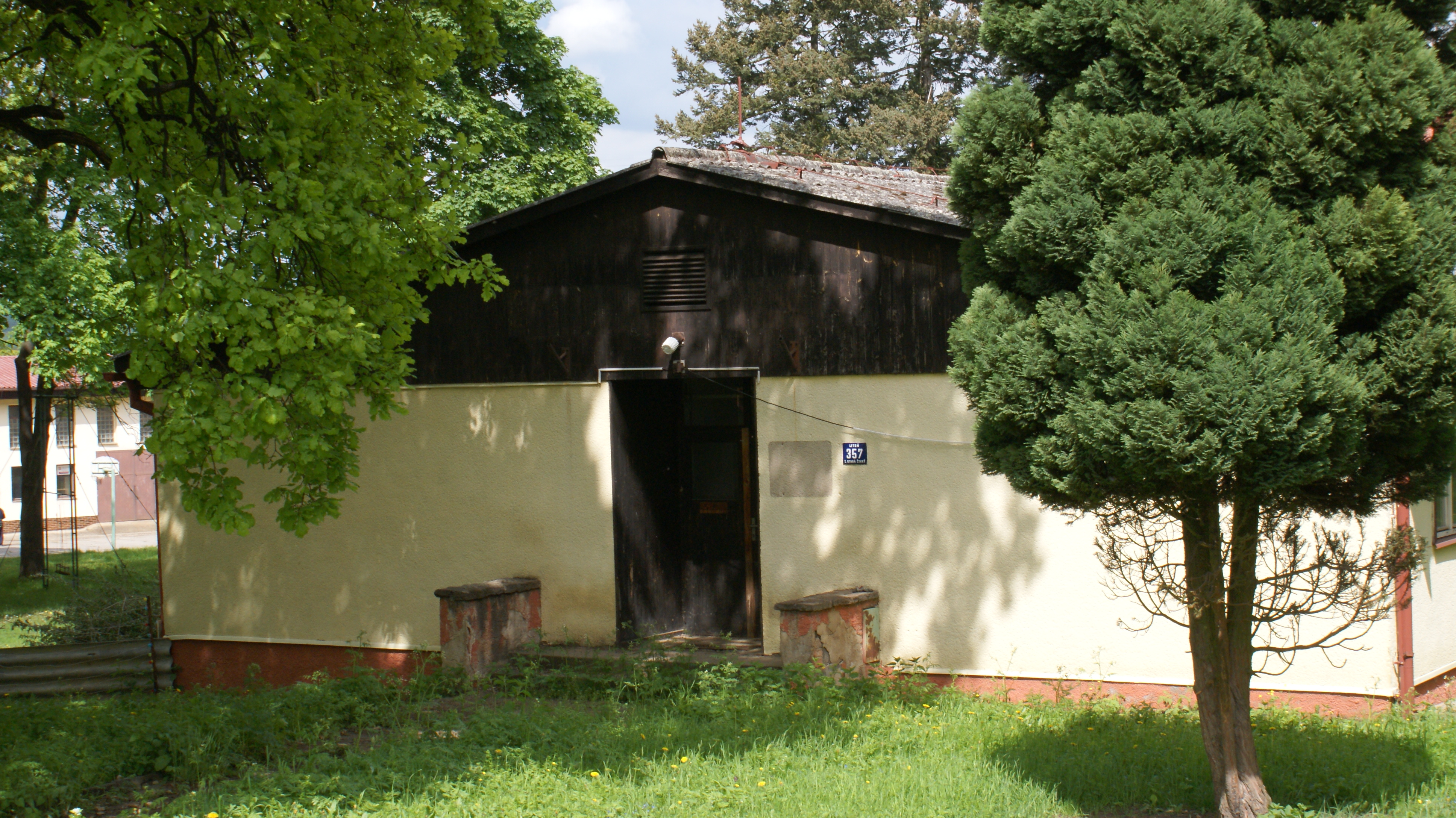
Stará škola čp. 357
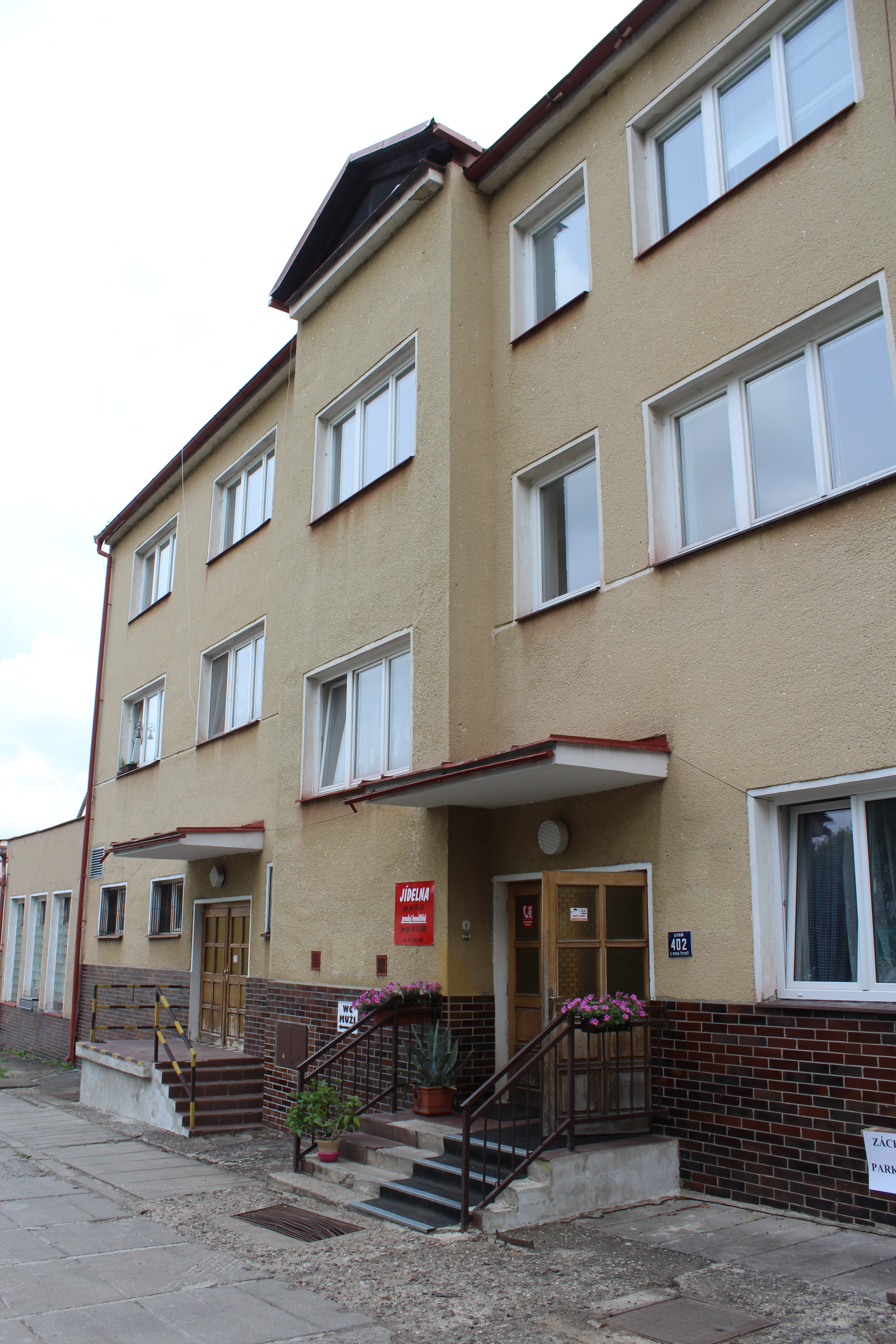
Vchod do bývalé školy a jídelny
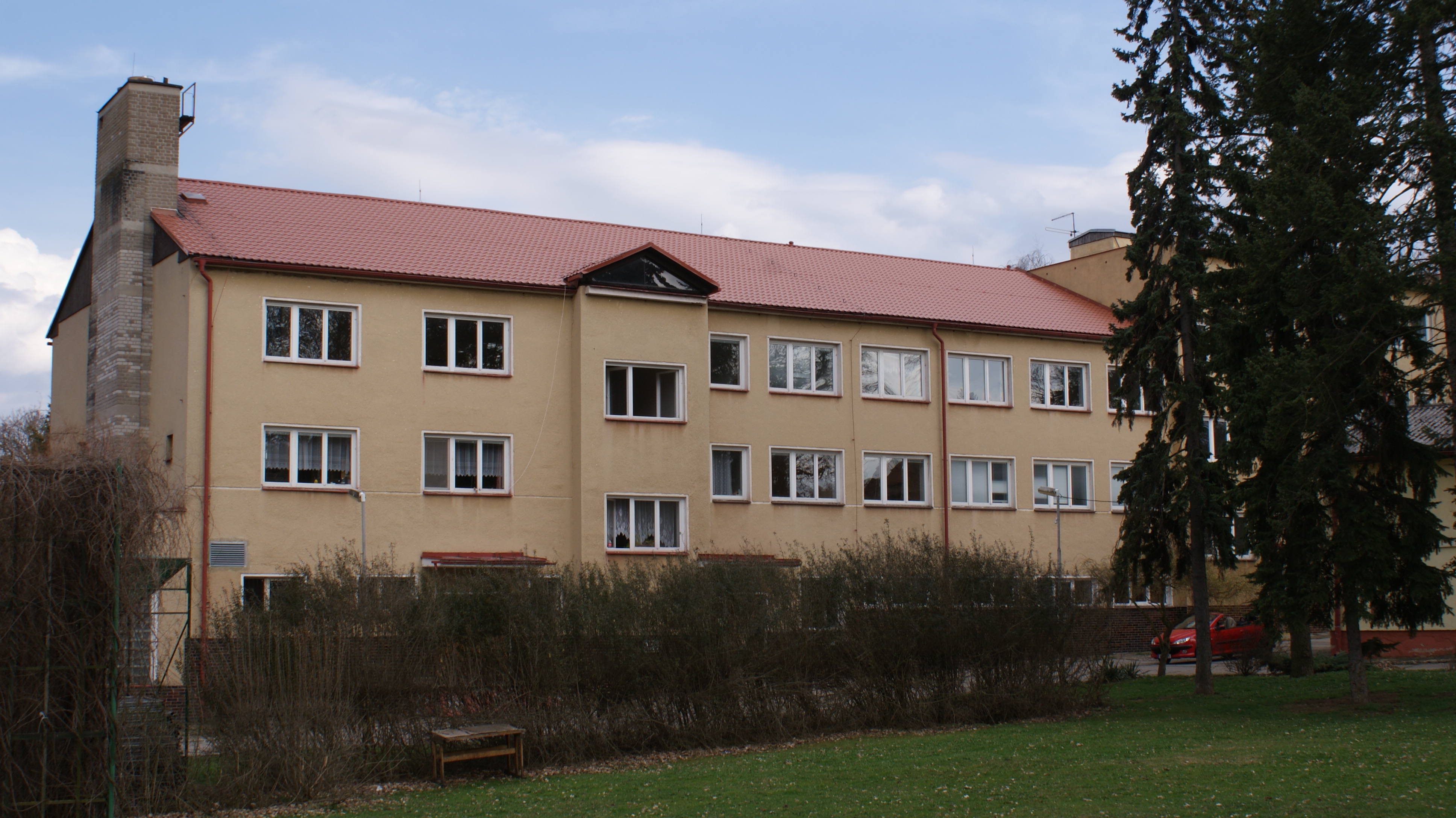
Budova školy odborného učiliště
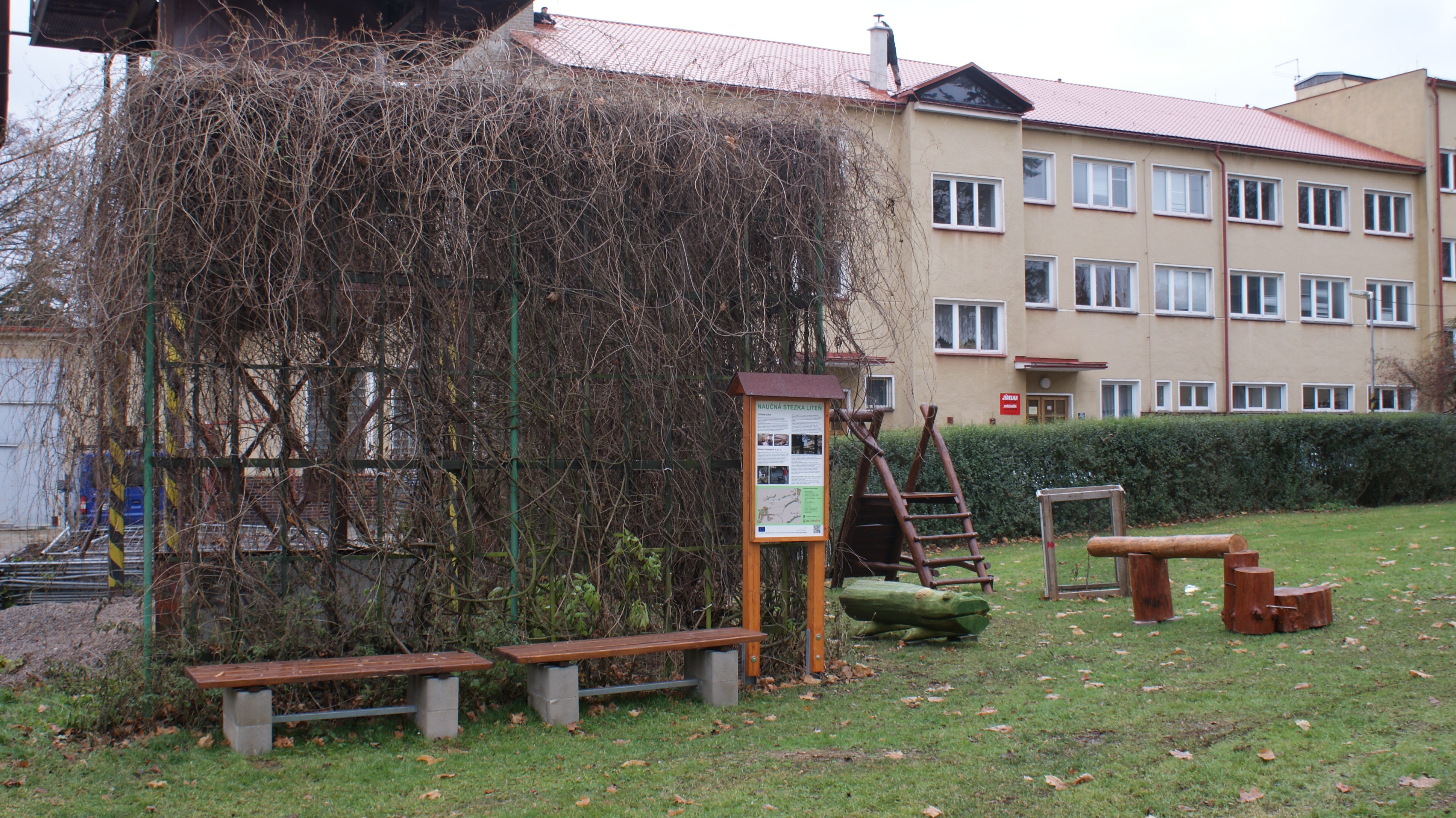
Zastavení Naučné stezky Liteň v areálu

## Galerie akcí v Areálu Pode Zděmi

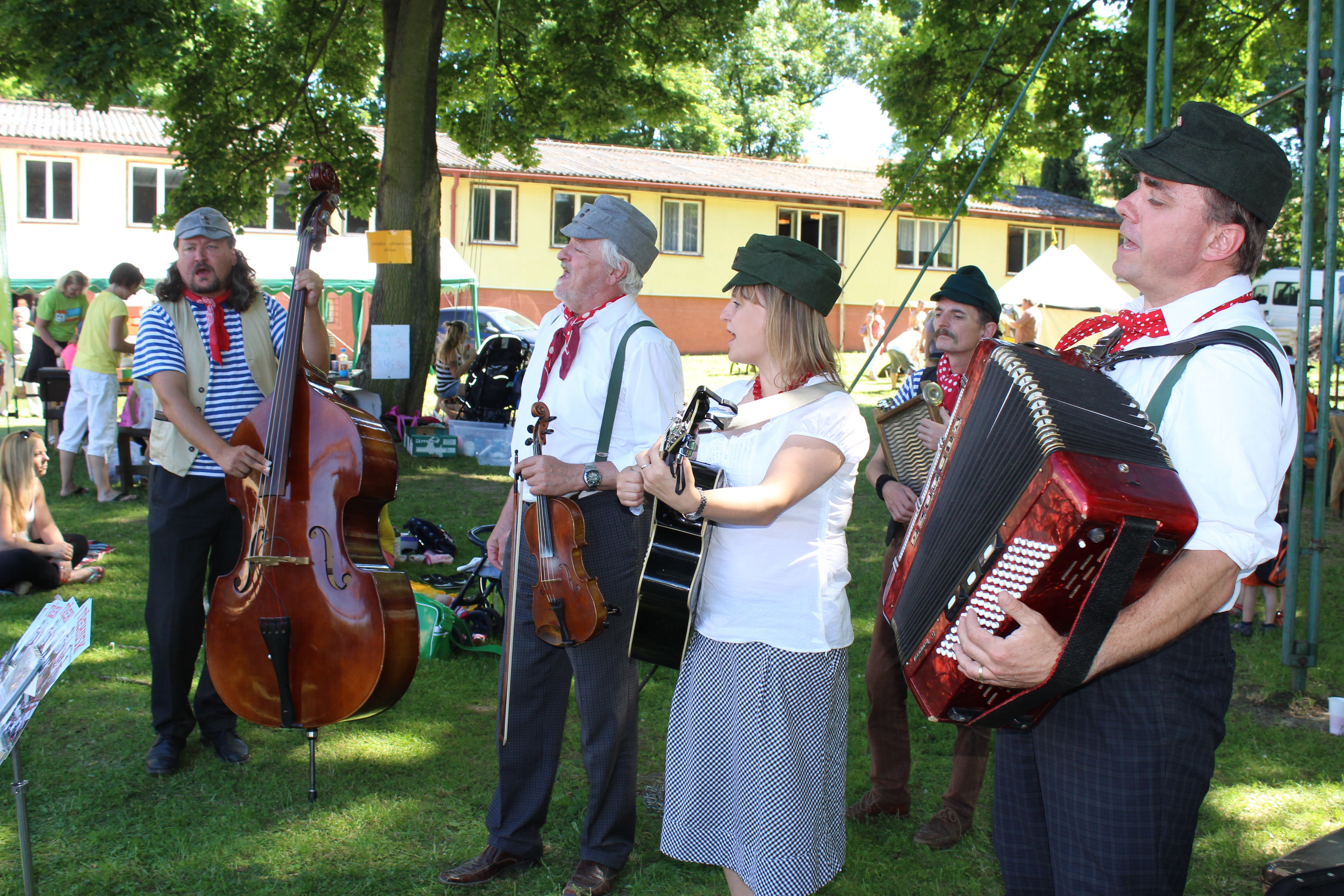
Kapela na Kovářích v Litni
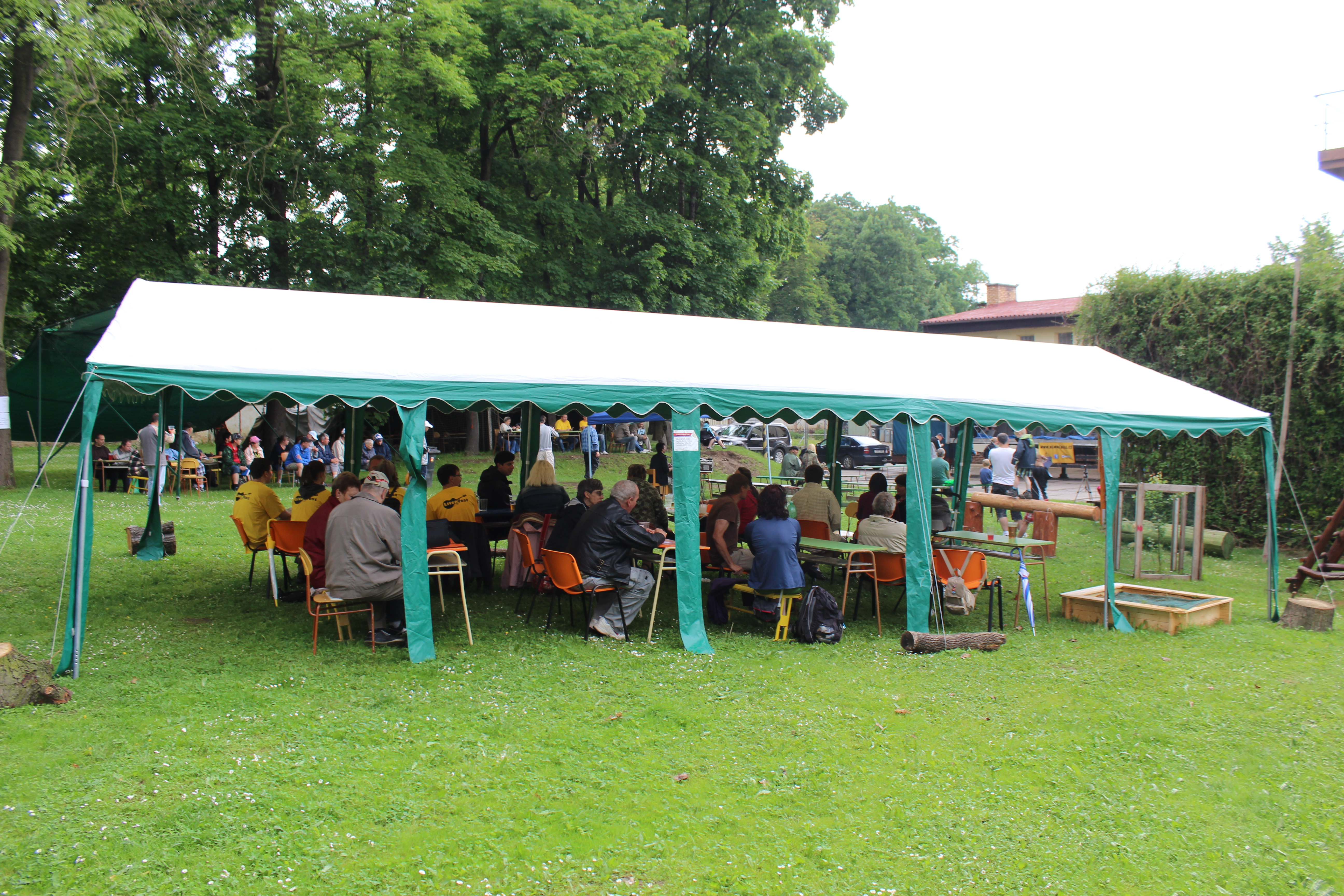
Stan pro návštěvníky (Kováři v Litni)
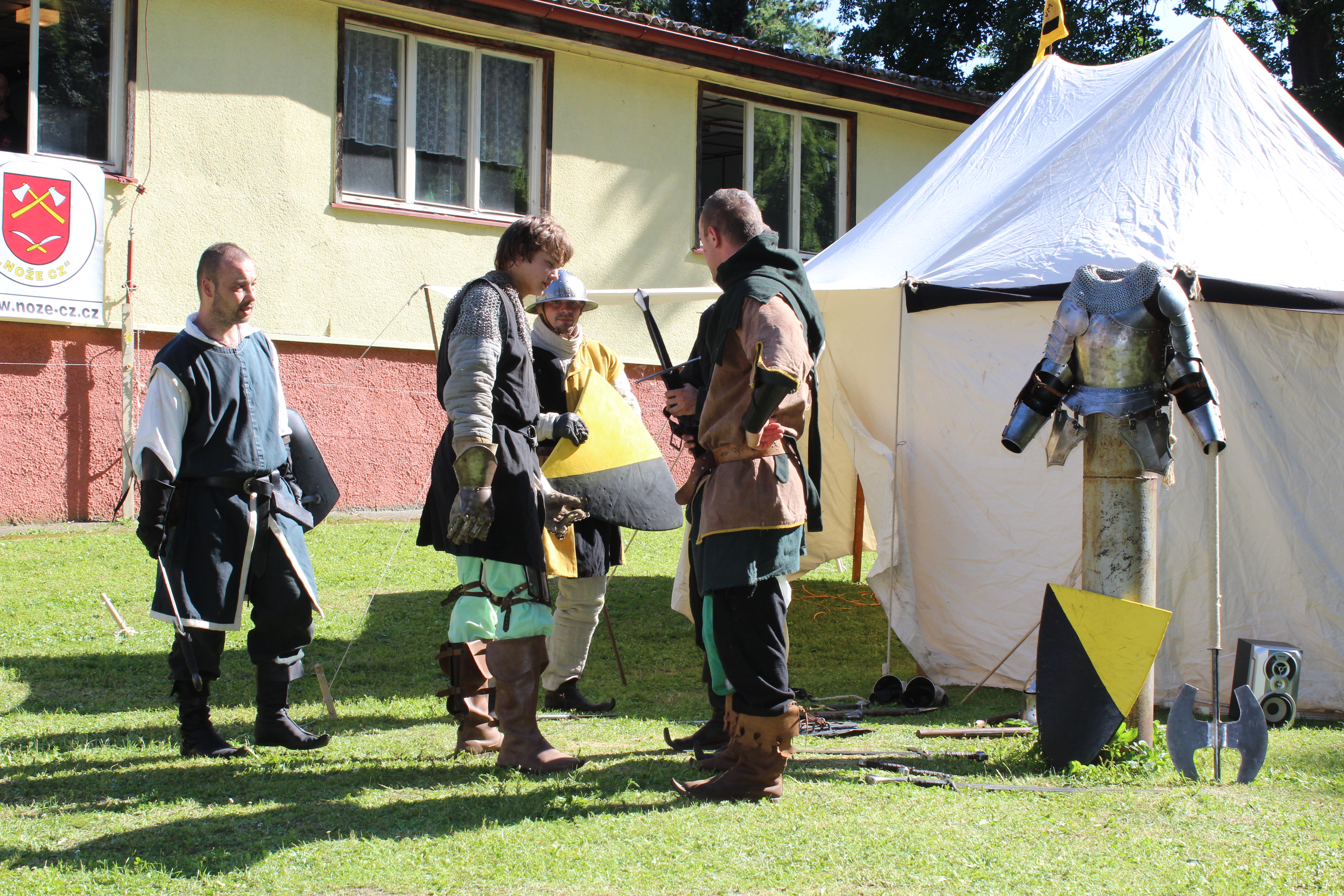
Historický šerm (Kováři v Litni)
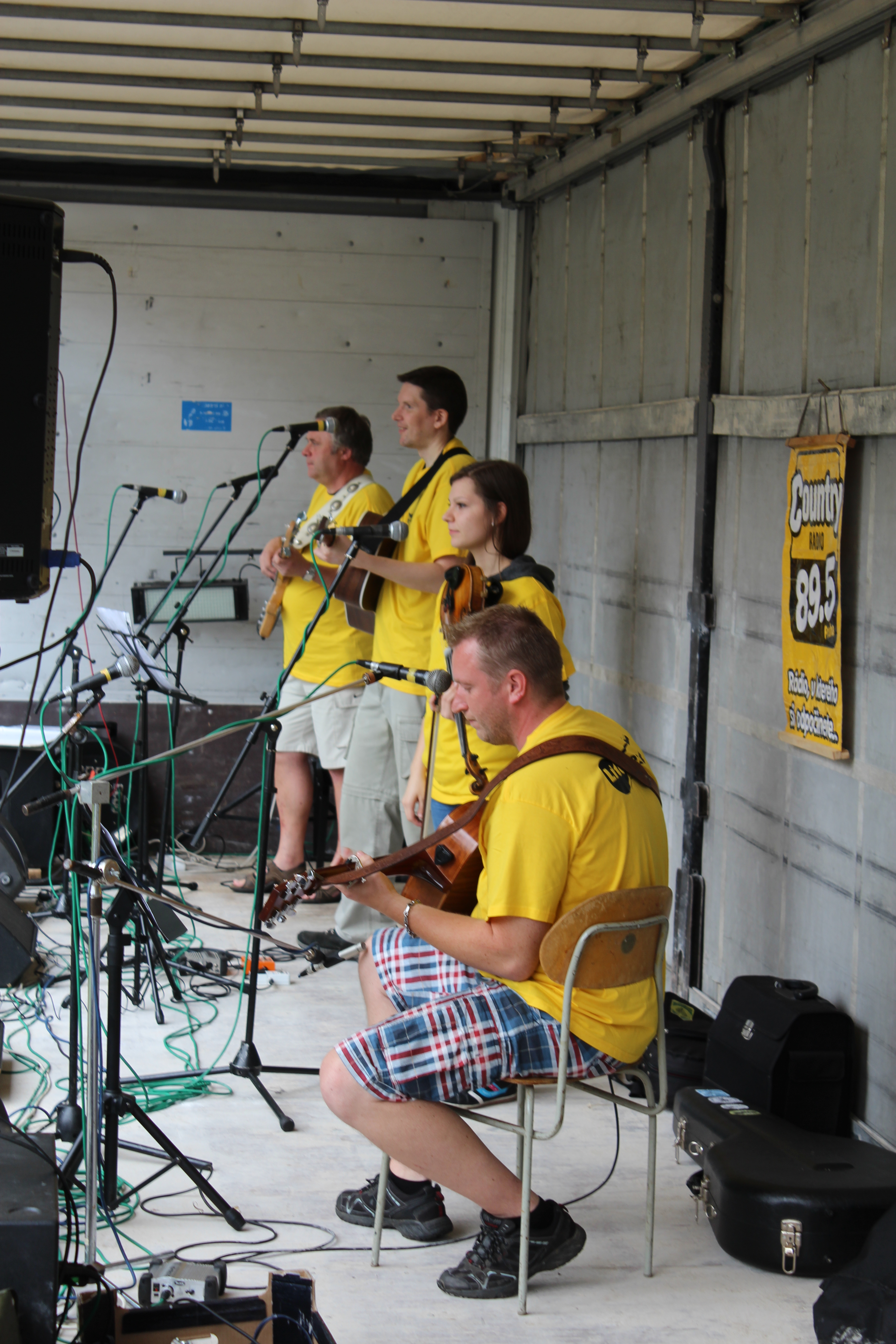
Liteňfest 2014
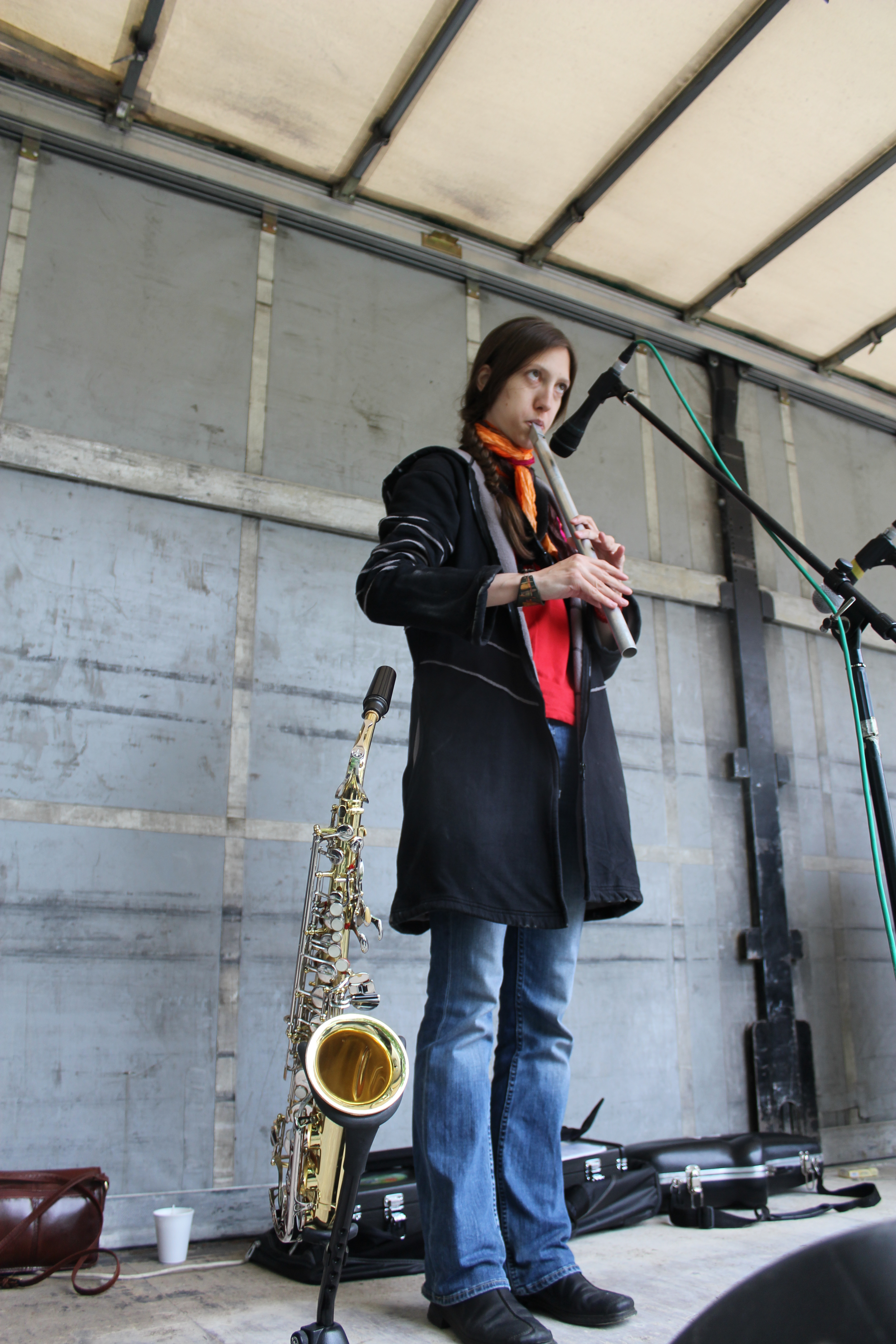
Liteňfest 2014
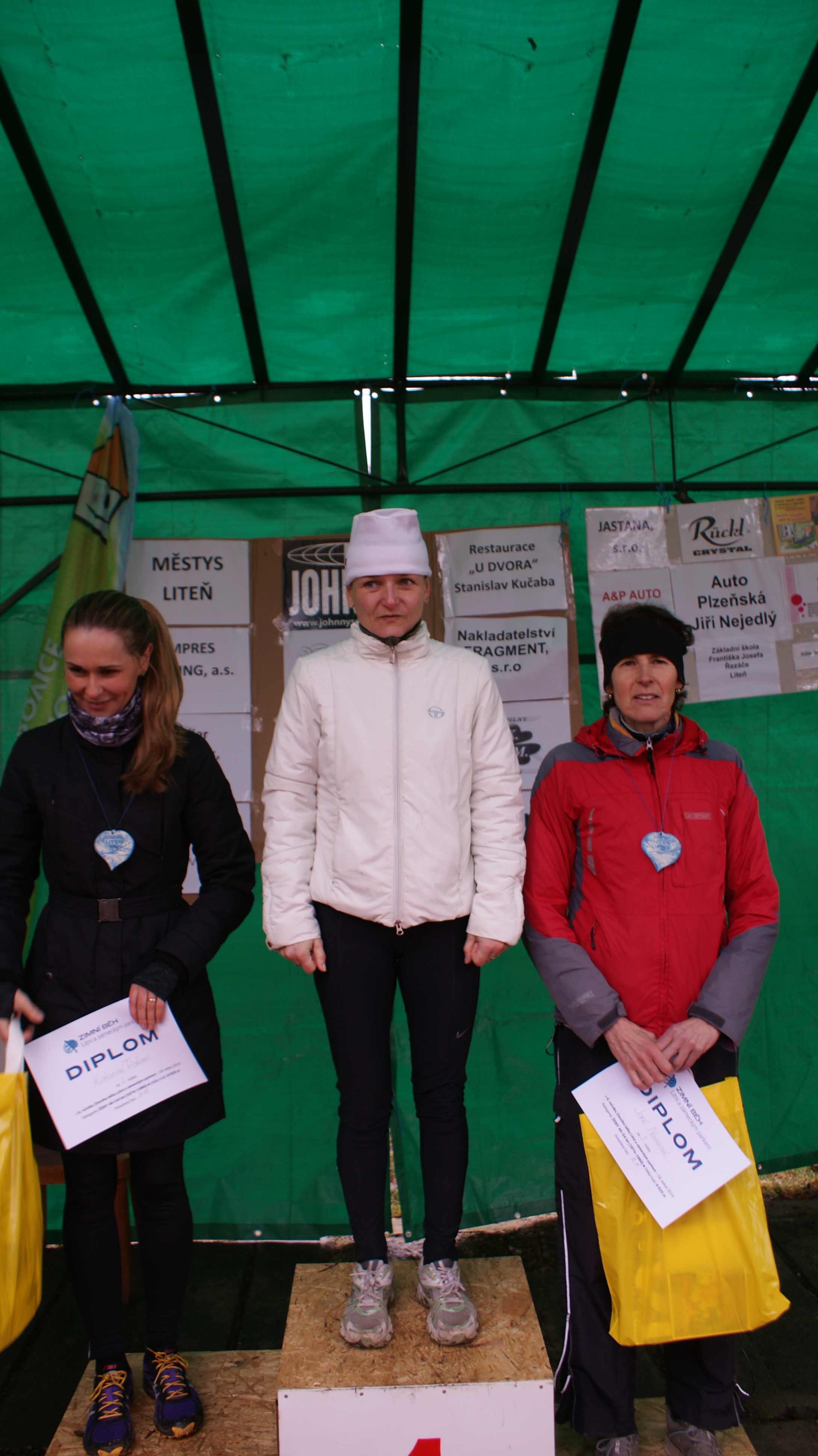
Zimní běh Litní – vyhlášení vítězek 18. 1. 2014
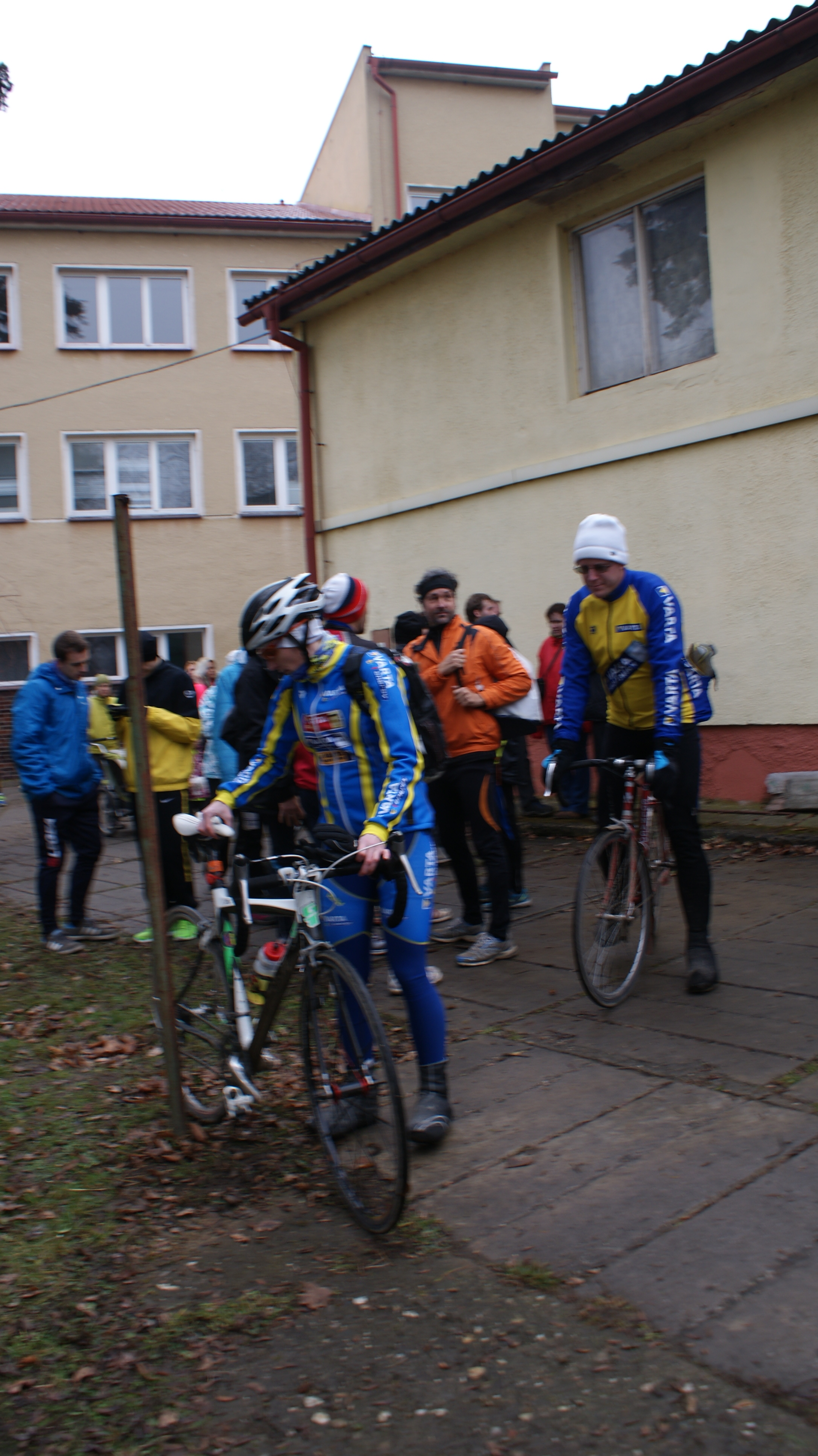
Závodníci Zimního běhu Litní na kolech 18. 1. 2014